# マーシー・グレイブス
マーシー・グレイブス（英: Mercy Graves）は、DCコミックスの出版するアメリカン・コミックス『スーパーマン』に登場する架空の人物。ポール・ディニとブルース・ティムによって創造され、1996年のテレビアニメ『スーパーマン』で初登場した。レックス・ルーサーの秘書兼ボディーガード。

## 映画
バットマン vs スーパーマン ジャスティスの誕生
演 - TAO

## ドラマ
ヤング・スーパーマン
演 - キャシディ・フリーマン
「テス・マーサー」という名のキャラクターで登場している。
SUPERGIRL/スーパーガール
演 - ローナ・ミトラ

## アニメ

### テレビ・ウェブ
スーパーマン (アニメ)
声 - リサ・エデルシュタイン
ヤング・ジャスティス (アニメ)
レックス・ルーサーのボディーガードとして登場している。

### 長編アニメ
スーパーマン:ブレイニアック・アタック
声 - タラ・ストロング
スーパーマン:ドゥームズデイ
声 - クリー・サマー
デス・オブ・スーパーマン (アニメ)
声 - エリカ・ラットレル
レイン・オブ・ザ・スーパーメン (アニメ)
声 - エリカ・ラットレル